# Klášter dominikánů (Litoměřice)
Dominikánský klášter u sv. Michala v Litoměřicích je zaniklý dominikánský konvent, který existoval v Litoměřicích v letech 1236–1950. Dodnes stojící budova kláštera v současnosti slouží jako státní oblastní archiv a je chráněna jako kulturní památka.

## Historie

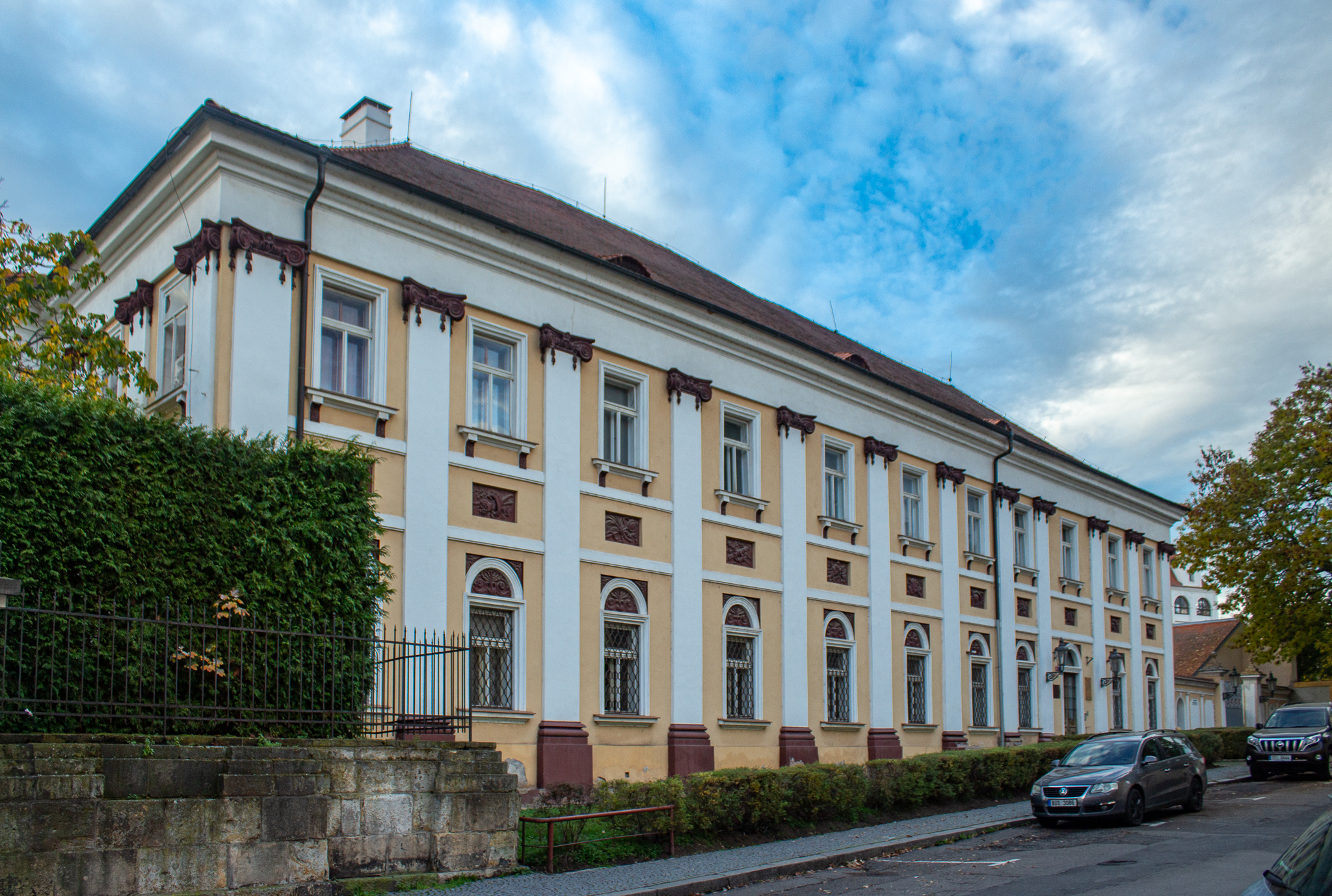
Budova dominikánského kláštera

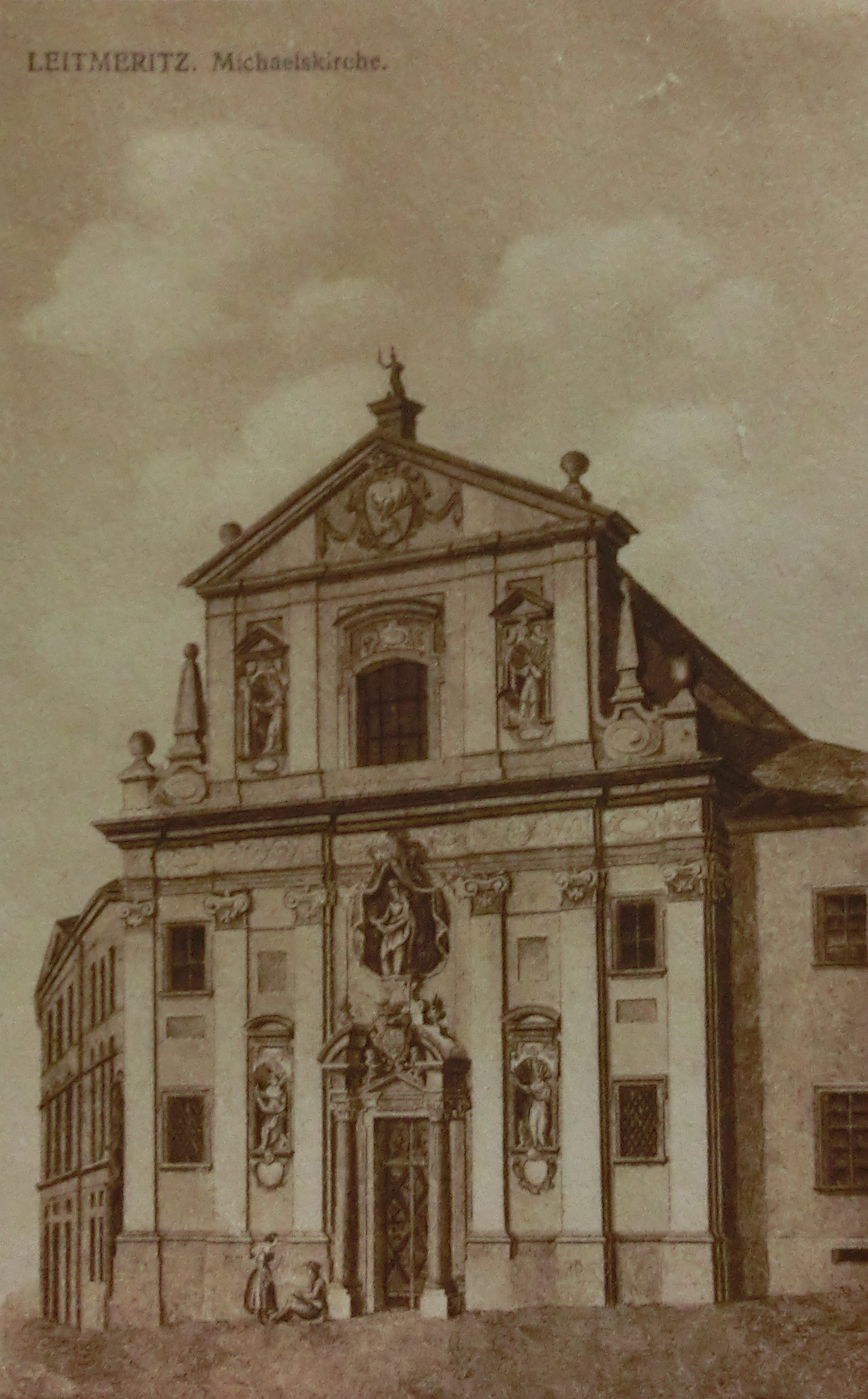
Klášterní kostel sv. Michaela postavený v letech 1672–1685 stával v Michalské ulici v Litoměřicích. Jako dominikánský řádový kostel sloužil až do roku 1788. Zbořen byl v roce 1838.

Dominikánský klášter v Litoměřicích byl založen podle tradice po roce 1236 pražským biskupem Bernardem z rodu Kaplířů ze Sulevic, kteří byli trvalými příznivci kláštera. První listinně doložená zmínka o klášteře pochází z klášterního archivu z roku 1330. Klášter obdržel postupně celou řadu fundací, čímž byla zabezpečena jeho existence.
Za husitských válek utrpěl velké škody, ale nepřestal existovat. Jeho představení těžce zápasili o existenci v utrakvistických Litoměřicích. Klášter stále rychleji upadal po stránce hmotné i z důvodu nedostatku noviců.
Opětovný rozkvět kláštera nastal v době po bitvě na Bílé hoře. V roce 1630 věnoval císař Ferdinand II. nově založenému noviciátu při klášteře dominium Velký Újezd zkonfiskované pánům z Vřesovic, kteří se postavili proti císaři. Obnovu celého kláštera vedl nový převor Petr Canadilla. Pro noviciát muselo město Litoměřice postoupit domy emigrantů a klášter rostl tím, že se v něm vychovávali novici pro celou provincii. V letech 1656–1783 složilo v tomto klášteře řádový slib 967 noviců.
Na konci 17. století byl vystavěn klášterní kostel sv. Michala, z něhož se dodnes dochovalo jen torzo, nová budova kláštera a několik vedlejších budov, takže dominikáni měli na severozápadní straně města vlastní čtvrť.
Za císaře Josefa II. roku 1785 byl počet řeholníků snížen z 22 na 14 a o tři roky později, 30. května 1788 se dominikáni museli přestěhovat do zrušeného litoměřického kláštera minoritů u kostela sv. Jakuba.
V roce 1878 byl noviciát přenesen z Litoměřic do Brna a později do Olomouce.